# Скендербег (площад)
„Скендербег“ (на албански: Sheshi Skënderbej) е главният площад на Тирана, столицата на Албания. Площта му е 40 000 m2.
Наименуван е на албанския национален герой Скендербег през 1968 г. На площада се намира впечатляващият паметник на Скендербег, както и известни сгради като Националния исторически музей на Албания, Двореца на културата и Международния хотел „Тирана“. Има наклон от 2,5%. В периода 2015 – 2017 г. е реновиран.
- Площадът през 1963 г.
- Площадът през 1988 г.